# Ziano di Fiemme
Ziano di Fiemme es una localidad y comune italiana de la provincia de Trento, región de Trentino-Alto Adigio, con 1635 habitantes.

## Evolución demográfica
| Gráfica de evolución demográfica de Ziano di Fiemme entre 1861 y 2001 |
|                                                                       |
| Fuente ISTAT - elaboración gráfica de Wikipedia                       |